# Ochagavia elegans
Ochagavia elegans är en gräsväxtart som beskrevs av Rodolfo Amando Philippi. Ochagavia elegans ingår i släktet Ochagavia och familjen Bromeliaceae.
Artens utbredningsområde är Juan Fernández-öarna. Inga underarter finns listade i Catalogue of Life.

## Bildgalleri

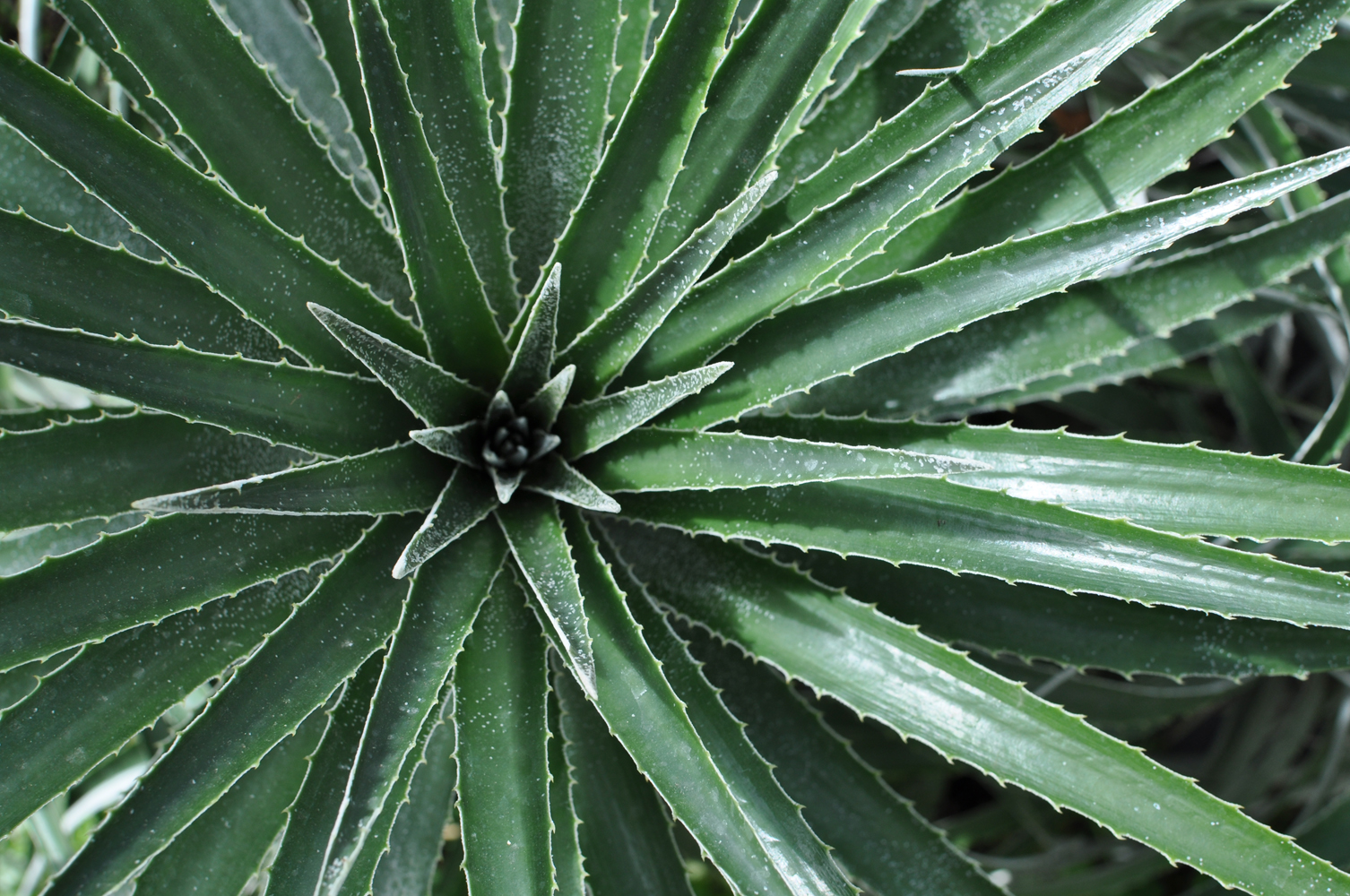